# 警視庁警察学校

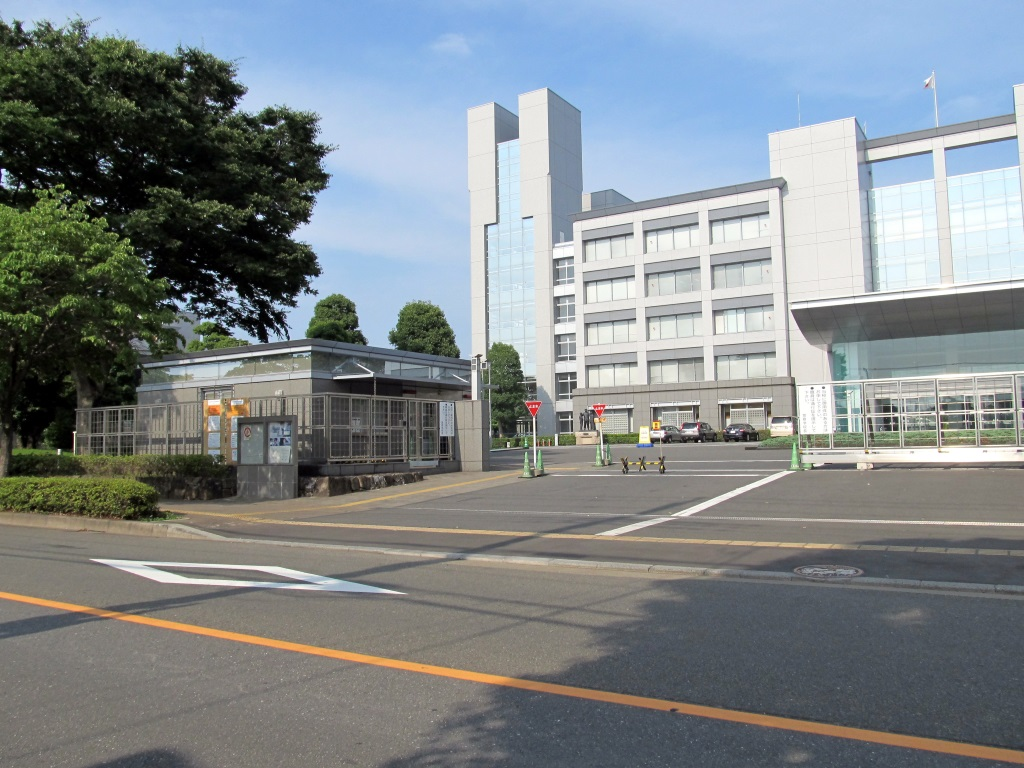

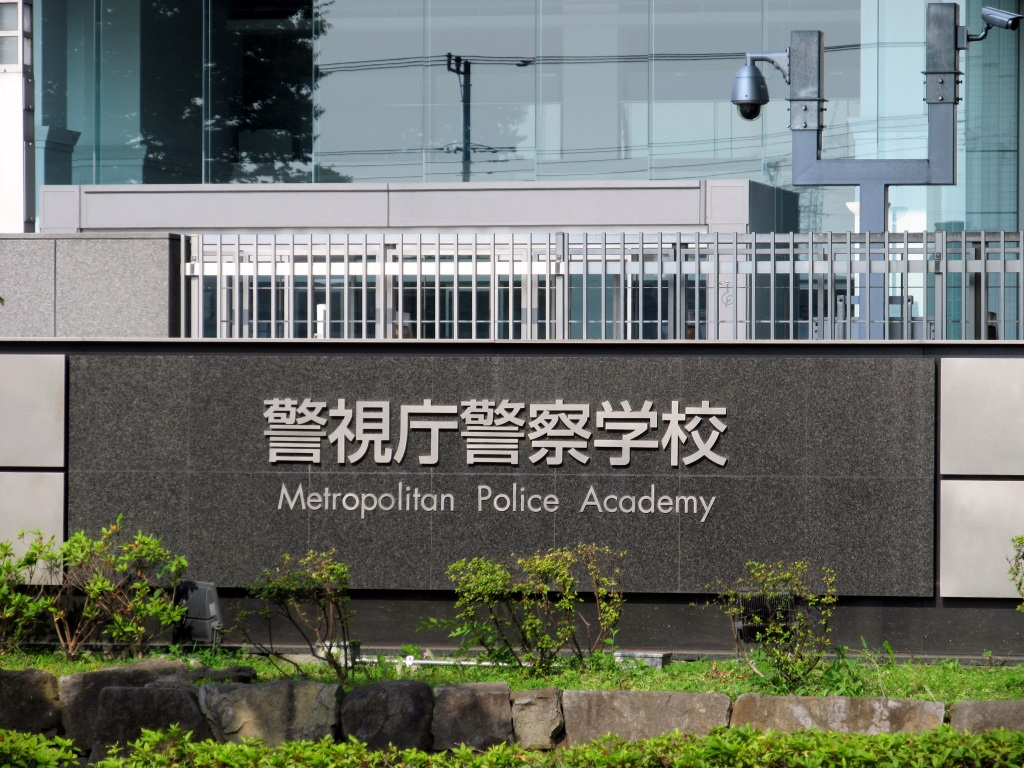

警視庁警察学校（けいしちょうけいさつがっこう）は、警視庁の警察官および警察職員を教育・訓練する東京都の警察学校であり、学校長は警視庁採用のノンキャリア警視長が務める。

## 所在地
〒183-0003 東京都府中市朝日町3丁目15-1
- 警視庁に採用されると、警視庁警察学校に入校することから府中市民となるため、一時住所は「府中市朝日町3丁目15-1」となる。
- 上級幹部教育を行う警察大学校（警察庁所管）と隣接している。

## 組織
- 庶務部
- 初任教養部
- 専科教養部

## 沿革
- 1879年（明治12年） - 麹町区宝田町に巡査教習所設置
- 1880年（明治13年）1月16日 - 開所
- 1906年（明治39年）4月17日 - 芝区愛宕町3-6に移転して、「警視庁警察消防練習所」と改称
- 1913年（大正2年）6月13日 - 警視庁警察練習所と改称
- 1947年（昭和22年） - 九段に移転。警視庁警察学校と改称
- 1954年（昭和29年） - 警視庁警察学校（九段本校、芝田村分校）と国家地方警察東京都警察学校（中野）が統合、東京都警察学校は中野分校に改編
- 2001年（平成13年）8月6日 - 現在地へ移転